# Análise complexa
A análise complexa, também conhecida como a teoria das funções de variável complexa, é o ramo da matemática que investiga as funções de números complexos. Ela é útil em muitas áreas da matemática, incluindo geometria algébrica, teoria dos números, análise combinatória e matemática aplicada; além disso, ela é amplamente utilizada em vários ramos da física, como hidrodinâmica, termodinâmica e, em particular, mecânica quântica. Por consequência, o escopo teórico da análise complexa também possui aplicações nas várias divisões da engenharia, como nas engenharias nuclear, aeroespacial, mecânica e elétrica.
Já que uma função diferenciável de variável complexa é igual à soma de sua série de Taylor — isto é, também é uma função analítica — a análise complexa tem interesse particular nas funções analíticas de variável complexa, denominadas funções holomorfas.

## Funções complexas
A teoria das funções de variável complexa tem como um de seus principais objetivos a extensão do cálculo diferencial e integral para o domínio dos números complexos. Seja A um conjunto de números complexos. Se {\displaystyle z} denota qualquer um dos números do conjunto A, então {\displaystyle z} é denominado uma variável complexa. Se existe uma correspondência entre os valores da variável complexa {\displaystyle z} para com uma outra variável complexa {\displaystyle w} para cada valor possível de {\displaystyle z} (elementos do conjunto A), então {\displaystyle w} é uma função da variável complexa z no conjunto A e isto é denotado como {\displaystyle w=f(z).} O conjunto A é usualmente algum domínio, chamado domínio de definição da função {\displaystyle w.}
Como todo número complexo pode ser escrito na forma {\displaystyle z=a+bi,} em que {\displaystyle a=R(z),b=Im(z)} indicam a parte real e a parte imaginária do número complexo z, respectivamente, temos que é possível decompor a função complexa {\displaystyle w=f(z)} na forma {\displaystyle f(z)=u(x,y)+iv(x,y).} Como nas funções reais, existem diversas classes de funções que podem ser atribuídas às funções complexas, por exemplo:
{\displaystyle P(z)=a_{0}+a_{1}z+a_{2}z^{2}+...+a_{n}z^{n},} em que z é uma variável complexa, é uma função polinomial em variável complexa.

### Limites de funções complexas
Seja f (z) uma função complexa definida nas vizinhanças do ponto z0, sendo possivelmente não definida no próprio ponto z0. De forma análoga ao caso real, define-se o limite L dessa função quando a variável z tende ao ponto z0 como sendo o valor da qual ela se aproxima (caso este exista) conforme z fica arbitrariamente próximo de z0. Em linguagem matemática formal, diz-se que
{\displaystyle \lim _{z\to z_{0}}f(z)=L},
se, para cada número ε > 0 existe um outro número δ > 0 com a propriedade de que a desigualdade | f (z) - L | < ε é válida para todos os valores de z tais que | z - z0 | < δ e z ≠ z0. Nessa definição, as barras || representam o módulo de um número complexo, definido como |z| = √x2 + y2 para z = x + yi, em que x e y são as partes real e complexa de z, respectivamente. Uma notação alternativa também utilizada para denotar um limite é {\displaystyle f(z)\to L} para {\displaystyle z\to z_{0}}.
Algumas propriedades típicas dos limites de funções reais também podem ser aplicadas às funções complexas, por exemplo:
1) o limite da soma é igual a soma dos limites;
2) o limite do produto é igual ao produto dos limites;
3) o limite do quociente é igual ao quociente dos limites (dado que o denominador não seja 0);
...
As condições de continuidade para as funções complexas são as mesmas de uma função real.

### Derivada de uma função complexa
Tomemos, à semelhança das funções reais, o limite {\displaystyle \lim _{\Delta z\to 0}{\frac {f(z_{0}+\Delta z)-f(z_{0})}{\Delta z}}=f'(z_{0})={\frac {df}{dz}}(z_{0}),} denominado "derivada" da função {\displaystyle f} em relação a {\displaystyle z} no ponto {\displaystyle z_{0}.} Assim, como nas funções reais, uma função complexa tem de ser contínua em um ponto para que seja diferenciável neste ponto (mas a recíproca não é necessariamente verdadeira). As principais fórmulas de diferenciação empregadas nas funções reais tem sua versão análoga para as funções complexas.

## Condições de Cauchy-Riemann
Suponha que a função f seja derivável em {\displaystyle z_{0},} em que {\displaystyle z_{0}=x_{0}+iy_{0}:}
{\displaystyle f(z)=u(x,y)+iv(x,y)}
{\displaystyle f'(z)=a+ib}
{\displaystyle \Delta f=f(z_{0}+\Delta z)-f(z_{0})}
{\displaystyle \Delta u=u(x_{0}+\Delta x,y_{o}+\Delta y)-u(x_{0},y_{0})}
e {\displaystyle \Delta v,} para a mudança correspondente em v(x,y). Então {\displaystyle \lim _{\Delta z\to 0}{\frac {\Delta f}{\Delta z}}=\lim _{\Delta z\to 0}{\frac {\Delta u+i\Delta v}{\Delta x+i\Delta y}}=a+ib}
e também:
{\displaystyle \lim _{\Delta x\to 0,\Delta y\to 0}{\text{Re}}\left({\frac {\Delta u+i\Delta v}{\Delta x+i\Delta y}}\right)=a}
{\displaystyle \lim _{\Delta x\to 0,\Delta y\to 0}{\text{Im}}\left({\frac {\Delta u+i\Delta v}{\Delta x+i\Delta y}}\right)=b}
Em particular, quando {\displaystyle \Delta y=0,} em que {\displaystyle \Delta z=\Delta x,} esses limites se tornam limites de funções de uma variável (\Delta x) de forma que:
{\displaystyle \lim _{\Delta x\to 0}{\frac {u(x_{0}+\Delta x,y_{0})-u(x_{0},y_{0})}{\Delta x}}=a}
{\displaystyle \lim _{\Delta x\to 0}{\frac {v(x_{0}+\Delta x,y_{0})-v(x_{0},y_{0})}{\Delta x}}=b}
ou seja, as derivadas parciais {\displaystyle {\frac {\partial u}{\partial x}}} e {\displaystyle {\frac {\partial v}{\partial x}}} com relação a x existem no ponto {\displaystyle (x_{0},y_{0})} e
{\displaystyle {\frac {\partial u}{\partial x}}=a}
e
{\displaystyle {\frac {\partial v}{\partial x}}=b}
O procedimento análogo pode ser feito observando quando {\displaystyle \Delta x=0(\Delta z=i\Delta y)} de forma que existem as derivadas parciais com relação a y e são elas:
{\displaystyle {\frac {\partial u}{\partial y}}=-b}
e
{\displaystyle {\frac {\partial v}{\partial y}}=a,} no ponto {\displaystyle (x_{0},y_{0})}
Dos dois procedimentos, chegamos às equações:
{\displaystyle {\frac {\partial u}{\partial x}}={\frac {\partial v}{\partial y}}}
{\displaystyle {\frac {\partial u}{\partial y}}=-{\frac {\partial v}{\partial x}}}
Que são as Condições de Cauchy-Riemann. Como {\displaystyle f'(z)=a+ib,} chegamos à expressão {\displaystyle f'(z)={\frac {\partial u}{\partial x}}+i{\frac {\partial v}{\partial x}}={\frac {\partial v}{\partial y}}-i{\frac {\partial u}{\partial y}},} no ponto {\displaystyle (x_{0},y_{0}).} Estabelece-se o Teorema:
Teorema. Se a derivada {\displaystyle f'(z)} de uma função {\displaystyle f=u+iv} existe num ponto {\displaystyle z,} então as derivadas parciais de primeira ordem, com relação a {\displaystyle x} e {\displaystyle y,} de cada componente {\displaystyle u} e {\displaystyle v} devem existir naquele ponto e satisfazer as condições de Cauchy-Riemann. Além disso, {\displaystyle f'(z)} é dada em termos de suas derivadas parciais pela equação {\displaystyle f'(z)={\frac {\partial u}{\partial x}}+i{\frac {\partial v}{\partial x}}={\frac {\partial v}{\partial y}}-i{\frac {\partial u}{\partial y}}.} 